# Start-up Marathon
Start-up Marathon è un business game organizzato dalla Regione Lazio, la cui prima (e finora unica) edizione si è tenuta presso l'ex opificio Officine Farneto, il 13 novembre 2014. Wired l'ha definito "un hackathon lungo 10 ore".
Scopo dell'evento era la realizzazione di piattaforme e applicativi per smartphone e tablet, aventi per tema "Nutrire il Pianeta" (lo stesso di EXPO Milano 2015). I progetti vincitori hanno poi avuto visibilità grazie al Padiglione della Regione Lazio all'EXPO, dove sono state esposte le versioni beta. Prima del game vero e proprio, i 65 vincitori del bando regionale "APP-ON" (parte delle 128 startup sostenute dalla Regione attraverso bandi e iniziative, e riportate nel booklet dispensato) hanno incontrato 100 possibili partner aziendali.
Il game è stato curato da LUISS EnLabs, l'acceleratore di startup dell'Università LUISS Guido Carli di Roma; vi hanno partecipato in 115 (i 65 e altri), divisi in 10 squadre, ciascuna nata attorno ad un'idea di business. Tra i giudici, il direttore di Wired Italia Massimo Russo, il presidente dell'agenzia regionale "Sviluppo Lazio" Stefano Fantacone e Francesco Mazzotta della Regione. Il Presidente della Regione Lazio Nicola Zingaretti ha annunciato i vincitori ed è infine intervenuto, con l'Assessore allo Sviluppo economico Guido Fabiani, per presentare un ulteriore bando per le startup innovative: nell'agenda politica, infatti, c'è la creazione di un forte polo romano/laziale per startup.
"Biopic" ha vinto il primo posto. Ha successivamente (2015) vinto l' "Editor's Choice" alla Maker Faire di New York e il Planet Green Chem all'EXPO, e ha, con "Food for all" (terzo classificato), partecipato al Global Entrepreneurship Congress a Milano. "Scoobe" (secondo classificato) è stato presentato nel 2015 tra i successi del nuovo modello di sviluppo regionale; tuttavia, il primo servizio di sharing di scooter elettrici in Italia non è riuscito a trovare finanziamenti e andare avanti: l'azienda di car sharing Enjoy, infatti, nell'estate 2015 ha lanciato il proprio servizio di scooter sharing a Milano, imponendosi come un competitor micidiale agli occhi dei possibili investitori.

## Edizioni
| Anno | Numero partecipanti | Primo posto                                            | Secondo posto                          | Terzo posto                                | Menzione d'onore |
| ---- | ------------------- | ------------------------------------------------------ | -------------------------------------- | ------------------------------------------ | ---------------- |
| 2014 | 115                 | "Biopic srl di Renato Reggiani" (orto biologico a LED) | "Scoobe" (servizio di scooter sharing) | "Food for all" (advergame per beneficenza) | "Cookly"         |